# Gaia de Beaumont
Gaia de Beaumont (Roma, 3 settembre 1951) è una scrittrice italiana.

## Biografia

### Giovinezza ed educazione
Di origine nobiliare, discendente dei Pecci Blunt, padre francese e madre italoamericana, vive a Roma e trascorre lunghi periodi a New York. Ha frequentato il Lycée Chateaubriand di Roma.
È stata sposata dal 1983 al 1988 con lo storico e giornalista Giordano Bruno Guerri.

### Carriera letteraria
Ha scritto diversi romanzi per Rizzoli, Frassinelli e Marsilio. Collabora a settimanali e quotidiani e lavora come sceneggiatrice e ghost writer.

## Opere
- Collezione privata, Rizzoli, 1980
- Un venditore di inchiostro, Frassinelli, Milano, 1983
- Bella, Frassinelli, Milano, 1985
- Care cose, Frassinelli, Milano, 1987 (edizione tascabile) Marsilio, Venezia, 1997
- Scusate le ceneri, (biografia di Dorothy Parker) Marsilio, Venezia, 1993 (nei tascabili 1995)
- Ghiaia, Marsilio, Venezia, 1996
- Vogliamoci male. Insulti, villanie, oscenità, bugie e altre cattiverie, Marsilio, Venezia, 1997
- La bambinona, Marsilio, Venezia, 2001
- Fanny Hill di John Cleland, traduzione dall'inglese Marsilio 2001
- Il pomodoro dell'inconscio, Gallo&Calzati Editori, 2003
- Tra breve io ti scorderò, mio caro  (la storia di Edna St. Vincent Millay, una poetessa nella New York dell'età del jazz) , Marsilio, Venezia, 2004
- I bambini beneducati, Marsilio, Venezia, 2016
- Vecchie noiose, Marsilio, Venezia, 2019
- Scandalosamente felice, Marsilio, Venezia, 2021